# NHo Taurus (H-36)
O NHo Taurus (H-36) é um navio-hidroceanográfico da Marinha do Brasil.

## Origem
Construído como um navio sísmico no estaleiro Richards Ironworks em Lowestoft na Inglaterra, o navio foi lançado em 7 de maio de 1985 como HMS Ribble (M 2012).
O governo brasileiro e o Ministério da Defesa britânico assinaram um acordo para a compra de sete navios patrulha da classe River, incluindo o Ribble, em 18 de novembro de 1994. A embarcação foi incorporado como NB Jorge Leite (H-36) à Marinha do Brasil em 31 de janeiro de 1995 na Base Naval de Portsmouth, em cerimônia conjunta com o NB Amorim do Valle (H-35) e NB Garnier Sampaio (H-37). Os três navios-faróis (NB) formaram a Classe Amorim do Valle. Foi reclassificado como Navio Hidroceanográfico e renomeado como "Taurus", em 20 de novembro de 1996, em homenagem à constelação desse nome.

## Marinha do Brasil
Afeto à Diretoria de Hidrografia e Navegação da Marinha do Brasil, a sua missão é a de efetuar levantamentos de batimetria, varredura sonar e coleta de dados hidroceanográficos.